# Säkkijärven polkka
Säkkijärven polkka (finlandese: "La polka di Säkkijärvi") è una canzone popolare finlandese, resa famosa da Viljo Vesterinen. La melodia è stata registrata per la prima volta a Säkkijärvi, l'attuale Kondratyevo nell'Oblast' di Leningrado, allora appartenente alla Finlandia.

## Uso militare
Durante la guerra di continuazione, l'esercito finlandese scoprì che i sovietici avevano disseminato delle mine controllate via radio nella città di Viipuri. Il sistema di detonazione delle mine era costituito da molle circondate da anelli di metallo e la detonazione si innescava quando le molle toccavano gli anelli. Poiché le molle iniziavano a vibrare a frequenze audio precise, si notò che questa canzone risultava efficace nel far risuonare tali frequenze, applicando così il jamming.
Questo sistema di rilevazione delle mine venne iniziato il 3 settembre 1941 e Säkkijärven polkka risuonò ininterrottamente a Viipuri sino alla primavera dell'anno successivo, permettendo il ritrovamento di una decina di mine.